# Pol-ka Producciones

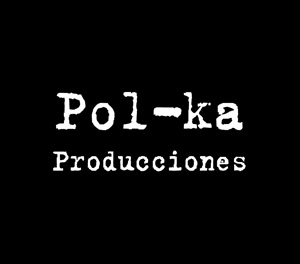
Logo von Pol-ka Producciones

Pol-ka Producciones (meist abgekürzt Pol-ka) ist eine argentinische TV- und Filmproduktionsfirma mit Sitz in Buenos Aires.
Die Firma wurde 1994 gegründet. Die Besitzer sind Adrián Suar, Fernando Blanco und das zu Clarín-Gruppe gehörende Medien-Unternehmen Artear.

## Filme
- Comodines (1997)
- Cohen vs. Rosi (1998)
- Alma mía (1999)
- Los Pintin al rescate (2000)
- Apariencias (2000)
- Déjala correr (2001)
- Der Sohn der Braut (El hijo de la novia) (2001)
- El Bonaerense (2002)
- El Día que me amen (2003)
- Familia rodante (2004)
- Luna de Avellaneda (2004)
- 18–J (2004) (co–production)
- La Educación de las hadas (2006)
- Abrígate (2006)
- El Niño de barro (2007)
- Maradona, la mano di Dio (2007)

## Fernsehproduktionen
- Poliladron (1994)
- Verdad consecuencia (1996)
- Carola Casini (1997)
- R.R.D.T (1997)
- Gasoleros (1998)
- Campeones de la vida (1999)
- El Hombre (1999) (Miniserie)
- Por el nombre de Dios (1999)
- Vulnerables (1999)
- Primicias (2000)
- Ilusiones (compartidas) (2000)
- El Sodero de mi vida (2001)
- 22, el loco (2001)
- Culpables (2001)
- 099 Central (2002)
- Son amores (2002)
- Final de juego (2002) (Miniserie)
- Durmiendo con mi jefe (2003)
- Soy gitano (2003)
- Locas de amor (2004)
- Padre Coraje (2004)
- Pensionados, Los (2004)
- Sin código (2004) (Miniserie)
- Epitafios (2004–2009)
- Secretos de papá, Los (2004)
- Vientos de agua (2005)
- ½ falta (2005)
- Botines (2005) (Miniserie)
- Hombres de honor (2005)
- Familia especial, Una (2005)
- Mujeres asesinas (2005–2008)
- Amas de Casa Desesperadas (2006)
- Juanita, la soltera (2006)
- Vientos de agua (2006)
- Sos mi vida (2006)
- Son de Fierro (2007)
- El Hombre que volvió de la muerte (2007)
- Mujeres de Nadie (2007–2008)
- Por Amor a vos (2008)
- Valentino, el argentino (2008)
- Socias (2008)
- Valientes (2009–2010)
- Tratame bien (2009)
- Enseñame a vivir. (2009)
- Alguien que me quiera (2010)
- Malparida (2010–2011)
- Para vestir santos (2010)
- Los únicos (2011–2012)
- Hererderos de una Venganza (2011–2012)
- El puntero (2011)
- Lobo (2012)
- Condicionados (2012)
- Violetta (2012–2015)
- Sos mi hombre (2012–2013)
- Tiempos compulsivos (2012–2013)
- Solamente vos (2013–2014)
- Farsantes (2013–2014)
- Mis amigos de siempre (2013–2014)
- Guapas (2014–2015)
- Soy Luna (2016–2018)
- 11 (2017–2019)